# 자버워키 (1977년 영화)
자버워키(Jabberwocky)는 영국에서 제작된 테리 길리엄 감독의 1977년 판타지, 모험, 코미디 영화이다. 마이클 폴린 등이 주연으로 출연하였고 샌포드 라이버슨 등이 제작에 참여하였다.

## 출연

### 주연
- 마이클 폴린
- 해리 H. 코베
- 존 르 메주리어

### 조연
- 워렌 미첼
- 맥스 월
- 로드니 비웨스
- 존 버드
- 버나드 브레슬로우
- 안소니 캐릭
- 피터 셀리어
- 데보라 팰렌더
- 데릭 프란시스
- 테리 길리엄
- 닐 이니스
- 테리 존스

## 제작진
- 원작자: 루이스 캐럴
- 협력프로듀서: 줄리언 도일
- 미술: 로이 포지 스미스
- 의상: 찰스 노드
- 의상: 하젤 페디그
- 배역: 아이린 램